# Xã Jackson, Quận Newton, Arkansas
Xã Jackson (tiếng Anh: Jackson Township) là một xã thuộc quận Newton, tiểu bang Arkansas, Hoa Kỳ. Năm 2010, dân số của xã này là 1.620 người.